# جایشبهای جوردار
جایشبهای جوردار (به انگلیسی: Jayeshbhai Jordaar) فیلمی هندی محصول سال ۲۰۲۲ و به کارگردانی دیویانگ تاکار است. در این فیلم بازیگرانی همچون رانویر سینگ، شالینی پاندی، راتنا پاتک، بومان ایرانی و پانت ایثار ایفای نقش کرده‌اند.